# باشاوات آخر زمن
باشاوات آخر زمن هو مسلسل تلفزيوني عراقي أُنتجَ في سنة 2004 وعُرض على قناة الشرقية، قصة المسلسل كانت تتكلم عن سرقة الآثار بعد سقوط بغداد وحرب العصابات من أجل الآثار.

## طاقم العمل
- راسم الجميلي
- جلال كامل
- أمل طه
- إحسان دعدوش
- سهى سالم
- سامي قفطان
- خليل ابراهيم
- كامل إبراهيم
- علي جابر.[1]